# Luisa Carlotta di Brandeburgo
Luisa Carlotta di Brandeburgo (Berlino, 13 settembre 1617 – Mitau, 29 agosto 1676) fu per nascita principessa di Brandeburgo e duchessa di Curlandia.

## Biografia
Era la primogenita del duca di Prussia Giorgio Guglielmo di Brandeburgo e di Elisabetta Carlotta del Palatinato-Simmern.
Venne data in moglie al duca di Curlandia e Livonia Giacomo Kettler che sposò a Königsberg il 9 ottobre 1645. In occasione delle nozze venne composto un poema da parte di Simon Dach. Questo matrimonio venne organizzato per unire le dinastie protestanti dei Kettler e degli Hohenzollern. In questo modo Giacomo Kettler divenne cognato del grande elettore, e poté coordinare con lui la propria politica polacca.
Si ritiene che Luisa Carlotta abbia esercitato una notevole influenza sugli affari di stato, durante il regno del consorte: lavorò attivamente con il fratello nel promuovere gli interessi del Brandeburgo, ma contribuì anche alla grandezza della Curlandia.
Durante la sua attività politica, Mitau divenne il centro dei negoziati tra Polonia, Russia, Inghilterra e Svezia.

## Discendenza
Ebbe dal marito nove figli:
- Ladislao Federico (1646);
- Luisa Elisabetta (Mitau, 12 agosto 1646-Weferlingen, 16 dicembre 1690);
- Cristina;
- Federico Casimiro (Mitau, 6 luglio 1650-Mitau, 22 gennaio 1698), erede del padre;
- Carlotta Maria (17 settembre 1651-1º dicembre 1728);
- Maria Amalia Anna (Mitau, 12 giugno 1653-Weilmünster, 16 giugno 1711)
- Carlo Giacomo (20 ottobre 1654-29 dicembre 1677);
- Ferdinando (Mitau, 2 novembre 1655-Danzig, 4 maggio 1737);
- Alessandro(16 ottobre 1658-Buda, 1686).

## Ascendenza
|                                            |                            |                                     | Genitori                           |  |  | Nonni |  |  | Bisnonni                               |  |  | Trisnonni                       |  |
|                                            |                            |                                     |                                    |  |  |       |  |  | Gioacchino III Federico di Brandeburgo |  |  | Giovanni Giorgio di Brandeburgo |  |
|                                            |                            |                                     |                                    |  |  |       |  |  | Gioacchino III Federico di Brandeburgo |  |  | Giovanni Giorgio di Brandeburgo |  |
|                                            |                            | Sofia di Liegnitz                   |                                    |  |  |       |  |  | Gioacchino III Federico di Brandeburgo |  |  |                                 |  |
| Giovanni Sigismondo di Brandeburgo         |                            |                                     |                                    |  |  |       |  |  | Gioacchino III Federico di Brandeburgo |  |  |                                 |  |
|                                            |                            | Caterina di Brandeburgo-Küstrin     | Giovanni di Brandeburgo-Küstrin    |  |  |       |  |  |                                        |  |  |                                 |  |
|                                            |                            | Caterina di Brandeburgo-Küstrin     | Giovanni di Brandeburgo-Küstrin    |  |  |       |  |  |                                        |  |  |                                 |  |
|                                            |                            | Caterina di Brandeburgo-Küstrin     | Caterina di Brunswick-Wolfenbüttel |  |  |       |  |  |                                        |  |  |                                 |  |
| Giorgio Guglielmo di Brandeburgo           |                            | Caterina di Brandeburgo-Küstrin     |                                    |  |  |       |  |  |                                        |  |  |                                 |  |
|                                            |                            | Alberto Federico di Prussia         | Alberto I di Prussia               |  |  |       |  |  |                                        |  |  |                                 |  |
|                                            |                            | Alberto Federico di Prussia         | Alberto I di Prussia               |  |  |       |  |  |                                        |  |  |                                 |  |
|                                            |                            | Alberto Federico di Prussia         | Anna Maria di Brunswick-Lüneburg   |  |  |       |  |  |                                        |  |  |                                 |  |
| Anna di Prussia                            |                            | Alberto Federico di Prussia         |                                    |  |  |       |  |  |                                        |  |  |                                 |  |
|                                            |                            | Maria Eleonora di Jülich-Kleve-Berg | Guglielmo di Jülich-Kleve-Berg     |  |  |       |  |  |                                        |  |  |                                 |  |
|                                            |                            | Maria Eleonora di Jülich-Kleve-Berg | Guglielmo di Jülich-Kleve-Berg     |  |  |       |  |  |                                        |  |  |                                 |  |
|                                            |                            | Maria Eleonora di Jülich-Kleve-Berg | Maria d'Austria                    |  |  |       |  |  |                                        |  |  |                                 |  |
| Luisa Carlotta di Brandeburgo              |                            | Maria Eleonora di Jülich-Kleve-Berg |                                    |  |  |       |  |  |                                        |  |  |                                 |  |
|                                            | Ludovico VI del Palatinato | Federico III del Palatinato         |                                    |  |  |       |  |  |                                        |  |  |                                 |  |
|                                            | Ludovico VI del Palatinato | Federico III del Palatinato         |                                    |  |  |       |  |  |                                        |  |  |                                 |  |
|                                            | Ludovico VI del Palatinato | Maria di Brandeburgo-Bayreuth       |                                    |  |  |       |  |  |                                        |  |  |                                 |  |
| Federico IV Elettore Palatino              | Ludovico VI del Palatinato |                                     |                                    |  |  |       |  |  |                                        |  |  |                                 |  |
|                                            |                            | Elisabetta d'Assia                  | Filippo I d'Assia                  |  |  |       |  |  |                                        |  |  |                                 |  |
|                                            |                            | Elisabetta d'Assia                  | Filippo I d'Assia                  |  |  |       |  |  |                                        |  |  |                                 |  |
|                                            |                            | Elisabetta d'Assia                  | Cristina di Sassonia               |  |  |       |  |  |                                        |  |  |                                 |  |
| Elisabetta Carlotta del Palatinato-Simmern |                            | Elisabetta d'Assia                  |                                    |  |  |       |  |  |                                        |  |  |                                 |  |
|                                            |                            | Guglielmo I d'Orange                | Guglielmo I di Nassau-Dillenburg   |  |  |       |  |  |                                        |  |  |                                 |  |
|                                            |                            | Guglielmo I d'Orange                | Guglielmo I di Nassau-Dillenburg   |  |  |       |  |  |                                        |  |  |                                 |  |
|                                            |                            | Guglielmo I d'Orange                | Giuliana di Stolberg               |  |  |       |  |  |                                        |  |  |                                 |  |
| Luisa Giuliana di Nassau                   |                            | Guglielmo I d'Orange                |                                    |  |  |       |  |  |                                        |  |  |                                 |  |
|                                            |                            | Carlotta di Borbone-Montpensier     | Luigi III di Montpensier           |  |  |       |  |  |                                        |  |  |                                 |  |
|                                            |                            | Carlotta di Borbone-Montpensier     | Luigi III di Montpensier           |  |  |       |  |  |                                        |  |  |                                 |  |
|                                            |                            | Carlotta di Borbone-Montpensier     | Jacqueline de Longwy               |  |  |       |  |  |                                        |  |  |                                 |  |
|                                            |                            | Carlotta di Borbone-Montpensier     |                                    |  |  |       |  |  |                                        |  |  |                                 |  |